# Люботен (футбольний клуб)
«Люботен» (мак. Фудбалски Клуб Љуботен) — македонський футбольний клуб із міста Тетово.
Найстарший македонський клуб, заснований 1919 року. Названий на честь найвищої вершини гірського хребта Шар-Планина.
У 1993 —1996 роках виступав 3 сезони у Першій лізі. Тепер виступає в Третій лізі Македонії.

## Досягнення
Перша ліга Македонії:
- Найвище місце 5-е (1): 1993/94